# Мисак Григорій
Отець Григорій Мисак — український греко-католицький священник, редемпторист.

## Дитячі роки і навчання
Мисак Григорій народився 19 грудня 1909 року в селі Тишиця (Кам'янка-Бузький район) , Львівська обл. Отримав гімназійну освіту і деякий час навчався у перемишльській семінарії. 1931 р. вступив до монастиря редемптористів і 24 листопада того ж року розпочав новіціат, а через рік, 25 листопада 1932 р.. склав перші обіти та виїхав до Бельгії на навчання.

## Діяльність
У часі навчання, 25 листопада 1935 р., склав вічні обіти. В кінці 1936 р. повернувся до Галичини і 7 січня 1937 р. отримав священичі свячення з рук вл. І. Бучка.
Від того часу до вересня 1939 р. вчителював у ювенаті в Збоїщах. У часі війни разом із іншими співбратами, яких він був настоятелем, обслуговував кілька сіл на Лемківщині, заснувавши місійну станицю в селі Телява. 1942 р. переїхав до Станіславова (нині Івано-Франківськ), де перебував до ліквідації монастиря у квітні 1946 р., виконуючи обов'язки заступника настоятеля. Опісля переїхав до Голоска, де отець Григорій був економом монастиря. Коли ж 17 жовтня 1948 р. закрили й цей монастир, то отець залишився в Голоско, мешкав у побожних сусідів, а одночасно обслуговував церкву св. Анни, що на голосківському пагорбі. За якийсь час також поселився в Уневі, але ненадовго, бо на початку 1950 р. заарештували отця. Покарання відбував у Кіровській обл. Після звільнення 1956 р. замешкав у Львові, але через два роки йому заборонили тут проживати, і отець переїхав до Вінниці. Тут влаштувався на роботу, а одночасно душпастирював, допомагаючи римо-католицьким священикам в центральній Україні та на Львівщині. Помер отець Григорій 31 серпня 1978 року на 69-му році життя, 46-му році від перших обітів, 43-му році від вічних обітів та 41-му році священства.